# Треву-Трегиньек
Треву́-Трегинье́к (фр. Trévou-Tréguignec, брет. An Trevoù) — коммуна во Франции, находится в регионе Бретань. Департамент — Кот-д’Армор. Входит в состав кантона Перрос-Гирек. Округ коммуны — Ланьон.
Код INSEE коммуны — 22379.

## География
Коммуна расположена приблизительно в 420 км к западу от Парижа, в 150 км северо-западнее Ренна, в 55 км к северо-западу от Сен-Бриё.
Коммуна расположена на южном берегу пролива Ла-Манш.

## Население
Население коммуны на 2016 год составляло 1 339 человек.
| 1962 | 1968 | 1975 | 1982 | 1990 | 1999 | 2008 | 2016 |
| ---- | ---- | ---- | ---- | ---- | ---- | ---- | ---- |
| 1154 | 1059 | 1218 | 1266 | 1210 | 1149 | 1423 | 1339 |

## Администрация
| Период | Период | Фамилия                | Партия                  | Примечания |
| ------ | ------ | ---------------------- | ----------------------- | ---------- |
| 1976   | 1977   | Луи Ле Руа             | беспартийный            |            |
| 1977   | 1990   | Ив де Буариу           | беспартийный            |            |
| 1990   | 1997   | Эрве де Буариу         | беспартийный            |            |
| 1997   | 2001   | Поль Зампез            | беспартийный            |            |
| 2001   | 2008   | Мари-Луиза Ле Морзадек | Социалистическая партия |            |
| 2008   | 2014   | Ален Эрно              | Социалистическая партия |            |
| 2014   |        | Пьер Адан              | беспартийный            | фермер     |

## Экономика
В 2007 году среди 785 человек в трудоспособном возрасте (15—64 лет) 503 были экономически активными, 282 — неактивными (показатель активности — 64,1 %, в 1999 году было 60,6 %). Из 503 активных работали 456 человек (231 мужчина и 225 женщин), безработных было 47 (29 мужчин и 18 женщин). Среди 282 неактивных 73 человека были учениками или студентами, 143 — пенсионерами, 66 были неактивными по другим причинам.

## Достопримечательности
- Часовня Св. Гвеноле (XIX век)
- Замок Буариу (XV век)
- Усадьба Балоре (XV—XVI века)
- Галерея-мегалит (гробница коридорного типа) Коа-Ме (эпоха неолита)

## Фотогалерея

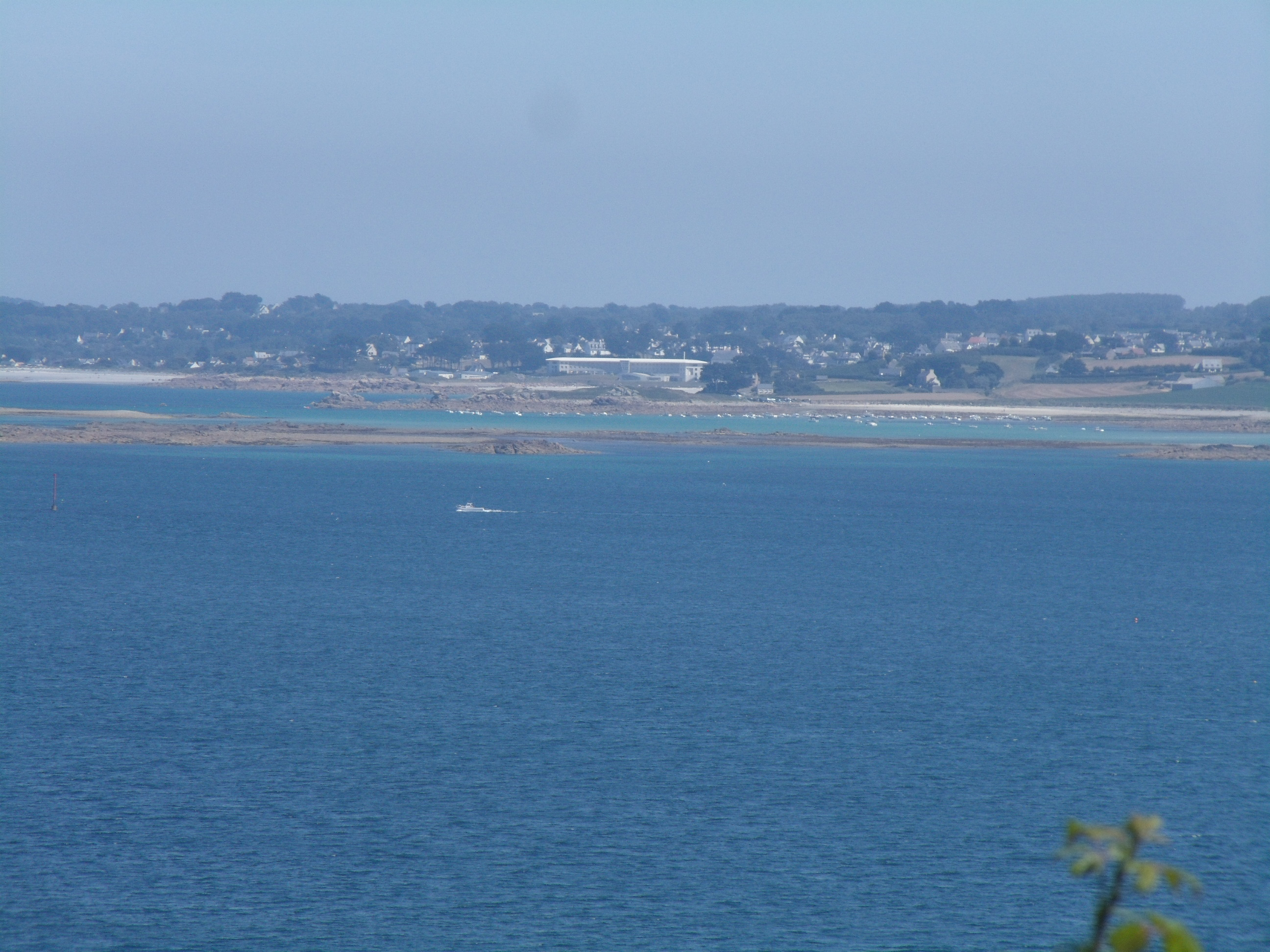
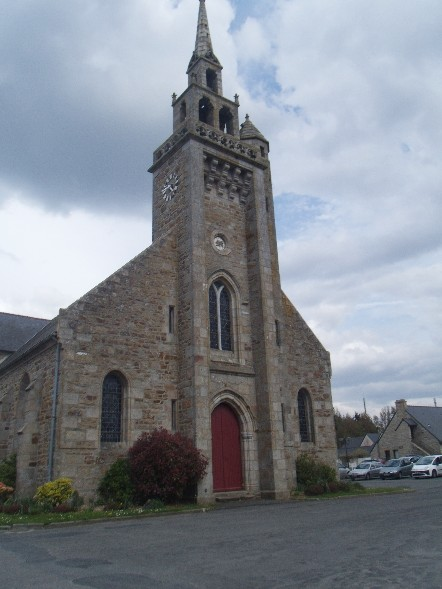
Церковь Св. Самсона
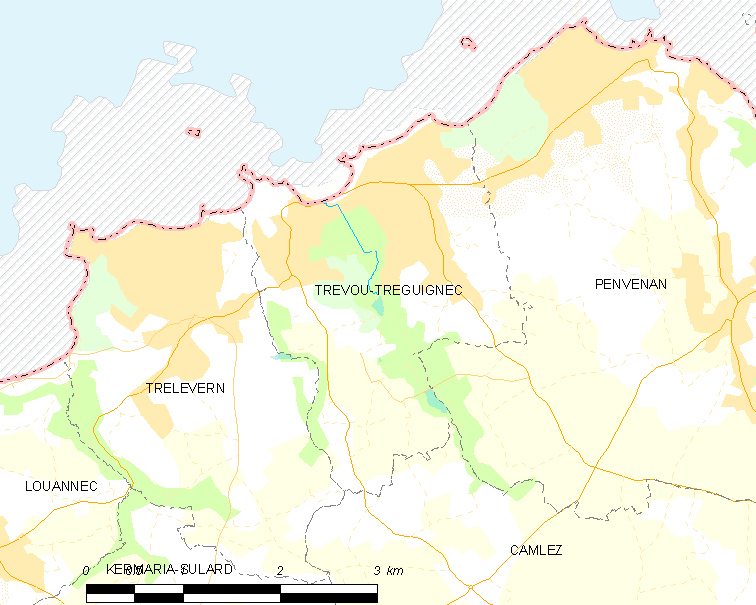
Карта коммуны